# Pandanus tonkinensis
Pandanus tonkinensis är en enhjärtbladig växtart som beskrevs av Ugolino Martelli och Benjamin Clemens Masterman Stone. Pandanus tonkinensis ingår i släktet Pandanus och familjen Pandanaceae.
Artens utbredningsområde är Vietnam. Inga underarter finns listade.